# Lyciasalamandra helverseni
Lyciasalamandra helverseni é uma espécie de anfíbio caudado pertencente à família Salamandridae. Endêmica da Grécia.